# Ruth Niehaus
Ruth Niehaus   (Krefeld, 11 de juliol de 1925 - Hamburg, 24 de setembre de 1994) va ser una actriu i directora teatral alemanya. Va estudiar a la Schauspielschule de Düsseldorf i va debutar en teatres de Krefeld, Hamburg i Oldenburg. Va combinar durant tota la seva trajectòria interpretacions teatrals i cinematogràfiques. El 1984 feu el seu debut en la direcció amb Eurydike, de Jean Anouilh, a Paderborn.
Va estar casada amb l'espia nazi Ivar Lissner.

## Obres destacades[1]
- Das Haus von Montevideo (‘La casa de Montevideo’, 1951)
- Weg ohne Umkehr (‘Camí sense retorn', 1953)
- Rosenmontag (‘Dilluns gras', 1955)
- Auferstehung (‘Resurrecció’, 1958)